# Палагайское (сельское поселение)
Палага́йское — упразднённое муниципальное образование со статусом сельского поселения в составе Юкаменского района Удмуртии.
Административный центр — деревня Палагай.
К 18 апреля 2021 года было упразднено в связи с преобразованием района в муниципальный округ.

## Состав
В состав сельского поселения входили 3 населённых пункта:
- деревня Палагай,
- деревня Гулекшур,
- деревня Золотарёво.

## Население
| 2010 | 2011 | 2012 | 2013 | 2014 | 2015 | 2016 |
| ---- | ---- | ---- | ---- | ---- | ---- | ---- |
| 554  | →554 | ↘544 | ↘518 | ↘508 | ↘500 | ↘491 |
| 2017 | 2018 | 2019 | 2020 |      |      |      |
| ↘482 | ↘464 | ↘444 | ↘430 |      |      |      |